# Holloway (Ohio)
Holloway és una població dels Estats Units a l'estat d'Ohio. Segons el cens del 2000 tenia 345 habitants.

## Demografia
Segons el cens del 2000, Holloway tenia 345 habitants, 139 habitatges, i 101 famílies. La densitat de població era de 153,1 habitants/km².
Dels 139 habitatges en un 26,6% hi vivien nens de menys de 18 anys, en un 52,5% hi vivien parelles casades, en un 10,8% dones solteres, i en un 27,3% no eren unitats familiars. En el 24,5% dels habitatges hi vivien persones soles l'11,5% de les quals corresponia a persones de 65 anys o més que vivien soles. El nombre mitjà de persones vivint en cada habitatge era de 2,48 i el nombre mitjà de persones que vivien en cada família era de 2,86.
Per edats la població es repartia de la següent manera: un 22,6% tenia menys de 18 anys, un 9,9% entre 18 i 24, un 24,9% entre 25 i 44, un 23,8% de 45 a 60 i un 18,8% 65 anys o més.
L'edat mediana era de 40 anys. Per cada 100 dones de 18 o més anys hi havia 107 homes.
La renda mediana per habitatge era de 25.313 $ i la renda mediana per família de 26.042 $. Els homes tenien una renda mediana de 25.938 $ mentre que les dones 13.750 $. La renda per capita de la població era d'11.480 $. Aproximadament el 18,4% de les famílies i el 20,3% de la població estaven per davall del llindar de pobresa.

## Poblacions més properes
El següent diagrama mostra les poblacions més properes.